# Psychogeriatrie
De psychogeriatrie is het onderdeel van de geneeskunde dat zich bezighoudt met aandoeningen die gepaard gaan met beperkingen van de geestelijke vermogens (psycho) op hogere leeftijd (geriatrie). 
In de praktijk houdt men zich bezig met blijvende / toenemende cognitieve beperkingen op basis van verschillende dementiële beelden.